# LJUD
LJUD er en Århus-baseret koncertorganisation, der siden 2003, hvor organisationen dannedes ved en fusionering af Øre For Øre og Klangstabil, har forsynet byen med nogle af den internationale musikscenes mest prominente alternative artister.
LJUD er finansielt støttet af Århus Kommunale Råd for Kultur og Statens Kunstfond.
LJUD har arrangeret over 150 koncerter med artister fra over 40 lande. De har blandt andet præsenteret: Jandek, Matmos, Current 93, Deerhoof, Gang Gang Dance, Battles, Omar Souleyman, Six Organs of Admittance, Liars, Sunn O))), Earth, Bogdan Raczynski, Matt Elliott, Acid Mothers Temple.
LJUD Records har udgivet følgende titler:
- LJUD001: Jason Forrest/Donna Summer: Mastadon Razor/100% Goodiepal.
- LJUD002: Per Hoier: I Start Counting/The Blueprint.
- LJUD003: Dat Poitics: Roll.
- LJUD005: Puzzleweasel: Cvon/Float.
- LJUD006: Various artists: PIONEERS – The Beginning of Danish Electronic Music.
- LJUD007: GÆOUDJI SYGNOK MORT AUX VACHES EKSTRA EKSTRA – ROUTE 66 EKSPERIMENTET.
- LJUD008: Per Hoier: The Windmills of Sorrow.